# Joan Ijsermans
Joannes, Ioan ou Joan IJsermans, Yzermans ou Ysermans, né à Anvers vers 1590 et mort après 1631 dans sa ville natale, est un dramaturge des Pays-Bas espagnols. 

## Biographie
Ijsermans est un pauvre tailleur, qui devient célèbre comme poète et facteur (poète en titre ou dramaturge principal) de la chambre de rhétorique anversoise De Olijftak (Le Rameau d'Olivier), qui lui décerne une médaille d'or avec chaîne en 1618.  Il produit plusieurs drames et des poèmes sous la devise Liefde doet hopen (« L'amour est l'espoir »).  
En 1617, les acteurs de sa chambre montent son jeu Cirus et, en 1618, le jeu Coppen-Hennen.  En outre, on représente son jeu de Mardi gras et, en 1619, une pastorale.  
La Pentecôte de l'année 1629, la chambre De Olijftak représente son jeu à la louange de la poésie (Den Lof van Poësis).  Il produit également une pièce sur le thème ancien du roman de Renart : Reinaert de Vos, of der Dieren oordeel, jouée à Anvers en 1631.  
La plupart des chansons que l'on connaît de lui sont tirées de pièces inédites : le jeu d’Acartus, la pastorale Eurentus, la tragédie Hercules, et les jeux Grisella, Pan en Syringa, Atheneus, Achab et Brabantia.  Knuvelder le considère comme l'un des meilleurs poètes lyriques de la Renaissance tardive et Rombauts trouve que les chansons sont gracieuses et mélodieuses, trahissant un talent limité mais réel de poète, dont les composants sont la réceptivité aux sons et aux couleurs, le sens du rythme et de l'harmonie, ainsi qu'une vive sensation de joie devant la nature. 
De Schadtkiste der Philosophen ende Poeten (Le Trésor des philosophes et des poètes), publié à Malines en 1621, contient de ce poète un Refereyn van de Wysheyt (un refrain – poème dont la forme se rapproche de la ballade – de la sagesse) et une Nieuw Liedeken (Nouvelle chanson) sur l'air de Patientie is goet cruyt (La patience est un bon médecin). 
Encore en 1650, dans son recueil Het Brabandts Nachtegaelken (Le Rossignol brabançon), l'éditeur bruxellois Jan Mommaert insère plusieurs chansons de Joan Ijsermans.

## Ressources

### Œuvre
- (nl) Triumphus Cupidinis, in-houdende veel schoon stichtighe ende seer vermaeckelijcke Liedekens, ende andere ghedichten, verciert met veel loffelijcke sententien, als oock sommighe Epitalamien, Bruyloft-liedekens en andere Poëmata, Anvers, 1628.
- (nl) Encomium Matrimonii, In-houdende een Bruyloftspel, Epithalamien ende sommighe Liedekens, Anvers, 1628.
- (nl) Nederlantsche Poëmata, in-houdende sommighe Sonetten, Liedekens, Graf-dichten ende andere, Anvers, 1628.
- (nl) Refereyn van de Wysheyt et une Nieuw Liedeken sur l'air de Patientie is goet cruyt, 1621, dans le recueil De Schadtkiste der Philosophen ende Poeten, Malines, 1621.

### Sources
- (nl) Buyens, Vincent.  Een Haagse weerklank als aanzet tot een eigen Brussels geluid, Specifieke literaire beïnvloeding over de staatsgrens heen, De zeventiende eeuw, année 24, Hilversum, Verloren, 2008, p. 60.
- (nl) Frederiks, Johannes Godefridus, et Frans Jozef van den Branden.  Biographisch woordenboek der Noord- en Zuidnederlandsche letterkunde, Amsterdam, L.J. Veen, 1888-1891, p. 385.
- (nl) Knuvelder, Gerardus Petrus Maria.  Handboek tot de geschiedenis der Nederlandse letterkunde, vol. 2, Bois-le-Duc, Malmberg, 1971, p. 582.